# Едіка
Едіка (Одіка) або Едекон (Ідікон) (д/н — 469) — король скірів. Перший і останній правитель Королівства скірів (455—469 роки).

## Життєпис
Був королем скірів, що оселилися на території сучасної Чехії. Стає однією з довірених осіб гунського володаря Аттіли та одним з найбільш шанованих військових очільників. У 443 році відзначився у битві при Наіссі, де завдано поразки римлянам. Брав участь у захопленні Сердіки, Філіппополя та Аркадіополя. 447 року звитяжив у битвах на Утусі та Херсонесі Фракійському, де завдано відчутних поразок Східній Римській імперії.
У 448—449 роках разом з нотарем гунського правителя Флавієм Орестом їздив з дипломатичним завданням до Константинополя. Тут погодився за значні гроші вбити Аттілу. Але по приїзду розповів тому про змову. У 451 році брав участь у битві на Каталаунських полях, а наступного — в поході на північну Італію.
У 453 році після смерті Аттіли долучився до антигунського союзу на чолі з гепідами короля Ардаріка. Згодом брав участь у битві при Недао, що сталася 454 або 455 року, де війська гунів на чолі із Елаком зазнали нищівної поразки. На території колишньої провінції Паннонія Валерія (нині Великий Альфельд) створив королівство скірів. При цьому дотримувався союзу з гепідами.
У 468 році підтримав придунайських свевів на чолі з Гунімундом, що протистояв зрослій потузі остготів. Наприкінці 468 або на початку 469 року квади і скіри виступили проти остготів. Хоча остготи і перемогли, але сам Валамер загинув у цій битві. Брат загиблого Теодимир завдав нищівного удару по скірах. Внаслідок цього королівство Едіки фактично припинило існування. Як реванш король долучився до антиостготської коаліції, що 469 року зазнала повної поразки від остготів у битві на Болії. У ній загинув і Едіка. В результаті королівство скірів припинило існування.
Після цього сини Едіки — Онульф і Одоакр рушили на південний захід, де вступили на службу до Західної Римської імперії.